# Atletismo nos Jogos Pan-Americanos de 2007 - Salto em altura masculino
O salto em altura foi um dos eventos do atletismo nos Jogos Pan-Americanos de 2007, no Rio de Janeiro. A prova foi disputada no Estádio Olímpico João Havelange no dia 27 de julho com 16 atletas de 13 países.

## Medalhistas
| Ouro   | CUB Víctor Moya   |
| Prata  | BAH Donald Thomas |
| Bronze | ANT James Grayman |

## Recordes
Recordes mundiais e pan-Americanos antes da disputa dos Jogos Pan-Americanos de 2007.
| Tipo                             | Atleta           | Altura | Local         | Data                |
| -------------------------------- | ---------------- | ------ | ------------- | ------------------- |
|                                  | Javier Sotomayor | 2,45 m | Salamanca     | 27 de julho de 1993 |
| Recorde dos Jogos Pan-Americanos | Javier Sotomayor | 2,40 m | Mar del Plata | 25 de março de 1995 |

## Resultados
No salto em altura o atleta pode tentar ultrapassar uma marca com até três saltos. Se falhar nas três tentativas é automaticamente eliminado.
- O: salto válido;
- XO: salto conquistado na segunda tentativa;
- XXO: salto conquistado na terceira tentativa;
- XXX: eliminado.

O atleta pode ainda abortar o salto em uma tentativa (-) e partir para a marca seguinte. Ainda é permitido abortar o salto uma vez já tentado ultrapassar uma marca, mas ao fazer isso o atleta queima as tentativas para a marca seguinte em uma ou duas chances.

### Final
A final do salto em altura foi disputada em 27 de julho as 18:10 (UTC-3).
| Pos.              | Atleta              | País                     | Marcas | Marcas | Marcas | Marcas | Marcas | Marcas | Marcas | Result. |
| Pos.              | Atleta              | País                     | 1.90   | 1.95   | 2.00   | 2.05   | 2.10   | 2.15   | 2.18   | Result. |
| Pos.              | Atleta              | País                     | 2.21   | 2.24   | 2.26   | 2.28   | 2.30   | 2.32   | 2.34   | Result. |
| ----------------- | ------------------- | ------------------------ | ------ | ------ | ------ | ------ | ------ | ------ | ------ | ------- |
| Medalha de ouro   | Víctor Moya         | CUB Cuba                 | -      | -      | -      | -      | -      | -      | O      | 2.32 m  |
| Medalha de ouro   | Víctor Moya         | CUB Cuba                 | -      | -      | O      | -      | XXO    | XXO    | X-     | 2.32 m  |
| Medalha de prata  | Donald Thomas       | BAH Bahamas              | -      | -      | -      | -      | -      | O      | XO     | 2.30 m  |
| Medalha de prata  | Donald Thomas       | BAH Bahamas              | -      | O      | O      | XO     | XO     | XXX    |        | 2.30 m  |
| Medalha de bronze | James Grayman       | ANT Antígua e Barbuda    | -      | -      | -      | -      | O      | O      | XO     | 2.24 m  |
| Medalha de bronze | James Grayman       | ANT Antígua e Barbuda    | O      | O      | XXX    |        |        |        |        | 2.24 m  |
| 4                 | Jessé Faria de Lima | BRA Brasil               | -      | -      | -      | -      | -      | O      | -      | 2.24 m  |
| 4                 | Jessé Faria de Lima | BRA Brasil               | O      | O      | XXX    |        |        |        |        | 2.24 m  |
| 5                 | Gerardo Martínez    | MEX México               | -      | -      | -      | -      | O      | O      | O      | 2.24 m  |
| 5                 | Gerardo Martínez    | MEX México               | O      | XO     | XXX    |        |        |        |        | 2.24 m  |
| 6                 | Adam Shunk          | USA Estados Unidos       | -      | -      | -      | -      | -      | O      | -      | 2.24 m  |
| 6                 | Adam Shunk          | USA Estados Unidos       | XO     | XXO    | XXX    |        |        |        |        | 2.24 m  |
| 7                 | Trevor Barry        | BAH Bahamas              | -      | -      | -      | -      | O      | O      | O      | 2.21 m  |
| 7                 | Trevor Barry        | BAH Bahamas              | O      | XXX    |        |        |        |        |        | 2.21 m  |
| 7                 | Jamie Nieto         | USA Estados Unidos       | -      | -      | -      | -      | -      | -      | O      | 2.21 m  |
| 7                 | Jamie Nieto         | USA Estados Unidos       | O      | -      | XXX    |        |        |        |        | 2.21 m  |
| 9                 | Bredan Williams     | DMA Dominica             | -      | -      | -      | XO     | O      | O      | O      | 2.18 m  |
| 9                 | Bredan Williams     | DMA Dominica             | XXX    |        |        |        |        |        |        | 2.18 m  |
| 10                | Darvin Edwards      | LCA Santa Lúcia          | -      | -      | -      | -      | O      | O      | XXO    | 2.18 m  |
| 10                | Darvin Edwards      | LCA Santa Lúcia          | XXX    |        |        |        |        |        |        | 2.18 m  |
| 11                | Fábio Baptista      | BRA Brasil               | -      | -      | -      | O      | O      | O      | XXX    | 2.15 m  |
| 11                | Fábio Baptista      | BRA Brasil               |        |        |        |        |        |        |        | 2.15 m  |
| 11                | Henderson Dottin    | BAR Barbados             | -      | -      | -      | O      | O      | O      | XXX    | 2.15 m  |
| 11                | Henderson Dottin    | BAR Barbados             |        |        |        |        |        |        |        | 2.15 m  |
| 13                | Gilmar Jalith Mayo  | COL Colômbia             | -      | -      | -      | -      | O      | XXX    |        | 2.10 m  |
| 13                | Gilmar Jalith Mayo  | COL Colômbia             |        |        |        |        |        |        |        | 2.10 m  |
| 14                | Deon Brangman Jr.   | BER Bermudas             | -      | -      | -      | O      | XX-    | X      |        | 2.05 m  |
| 14                | Deon Brangman Jr.   | BER Bermudas             |        |        |        |        |        |        |        | 2.05 m  |
| —                 | Julio Luciano       | DOM República Dominicana | -      | -      | -      | -      | -      | XXX    |        | —       |
| —                 | Julio Luciano       | DOM República Dominicana |        |        |        |        |        |        |        | —       |
| —                 | Omar Wright         | CAY Ilhas Cayman         | -      | -      | -      | XXX    |        |        |        | —       |
| —                 | Omar Wright         | CAY Ilhas Cayman         |        |        |        |        |        |        |        | —       |